# Metadasynemella
Metadasynemella är ett släkte av rundmaskar. Metadasynemella ingår i familjen Ceramonematidae.
Kladogram enligt Catalogue of Life:
| Metadasynemella | \| \| Metadasynemella cassidinensis \| \| \| \| \| \| Metadasynemella falciphalla \| \| \| \| \| \| Metadasynemella macrophalla \| \| \| \| |
|                 | \| \| Metadasynemella cassidinensis \| \| \| \| \| \| Metadasynemella falciphalla \| \| \| \| \| \| Metadasynemella macrophalla \| \| \| \| |
|                 | Ceramonema |
|                 | |
|                 | Dasynemella |
|                 | |
|                 | Dasynemoides |
|                 | |
|                 | Pristionema |
|                 | |
|                 | Pselionema |
|                 | |
|                 | Pterygonema |
|                 | |
|                 | Metadasynemella cassidinensis |
|                 | |
|                 | Metadasynemella falciphalla |
|                 | |
|                 | Metadasynemella macrophalla |
|                 | |

|  | Metadasynemella cassidinensis |
|  |                               |
|  | Metadasynemella falciphalla   |
|  |                               |
|  | Metadasynemella macrophalla   |
|  |                               |